# Verza (futbolista)
José Antonio García Rabasco, conocido como Verza (Orihuela, Alicante; 29 de septiembre de 1986), es un exfutbolista español. Jugaba de centrocampista aunque también se sabía desempeñar como medio defensivo. Se retiró en el Real Murcia CF tras finalizar la temporada 2020-21.

## Biografía
Se formó en las categorías inferiores de la escuela deportiva de Orihuela. Posteriormente, lo fichó la cantera del Villarreal C. F., debutando en la temporada 2002-03 en Primera División contra el Real Betis Balompié. Jugó las dos siguientes temporadas en el Villarreal "B" y alternaba con el primer equipo. 
En la temporada 2004-05 jugó cedido en el Recreativo de Huelva donde fue de menos a más. En la siguiente, 2005-06 fue traspasado al Córdoba Club de Fútbol. Para la temporada 2006-07 fue cedido al equipo de su localidad natal, el Orihuela Club de Fútbol donde pasó una campaña y media.
En julio de 2008 firmó por el Albacete Balompié. En 2011 rescindió su contrato con el club albaceteño tras descender a Segunda División B.
El 29 de junio de 2011 fichó por la U. D. Almería de la Segunda División de España, equipo con el que ascendió a Primera División de España en la temporada 2012-13. Su debut en la categoría con el conjunto andaluz se produjo el 19 de agosto de 2013, en la primera jornada ante el Villarreal Club de Fútbol y su primer gol llegaría en la jornada 3, en el Juegos del Mediterráneo, en un partido ante el Elche Club de Fútbol. Tres semanas después anotaría un gol de penalti ante el Levante Unión Deportiva. En la jornada 23 anotó su primer doblete ante el Atlético de Madrid quitándole el liderato. Finalmente consiguió la salvación con el conjunto almeriense en la última jornada de la competición. Sin embargo, en la siguiente temporada, el Almería no tuvo tanta suerte, y acabó descendiendo a la Liga Adelante.
Tras el descenso del Almería y su expiración de contrato, en junio de 2015, de cara a la temporada 2015-16, Verza fichó por el Levante U. D. En su debut en la primera jornada con los levantinos, anotó un golazo de falta directa en la polémica derrota por 1-2 en casa ante el R. C. Celta.
En la temporada 2017-18 regresó al Almería como cedido por el cuadro levantino. Para la campaña 2018-19 se incorporó libre al Rayo Majadahonda de Segunda División.
El 19 de julio de 2019 ficha por el Fútbol Club Cartagena. El 20 de julio de 2020, el FC Cartagena lograría el ascenso a la Segunda División de España tras eliminar al Atlético Baleares en la tanda de penaltis en la eliminatoria de campeones, tras haber sido líderes del Grupo IV tras la finalización de la liga regular por el coronavirus.
En la primera parte de la temporada 2020-21 jugaría en la Segunda División, pero en enero de 2021 rescinde su contrato con el club albinegro.
El 24 de enero de 2021, firma como jugador del Real Murcia CF de la Segunda División B. Al finalizar la temporada decide colgar las botas tras disputar más de 500 partidos en su carrera.

## Selección nacional
Ha jugado con todas las categorías inferiores de la selección de fútbol de España.

## Clubes
| Club                 | País   | Año       |
| -------------------- | ------ | --------- |
| Villarreal "B"       | España | 2001-2003 |
| Villarreal           | España | 2001-2004 |
| Recreativo de Huelva | España | 2004-2005 |
| Córdoba CF           | España | 2005-2006 |
| Orihuela CF          | España | 2006-2008 |
| Albacete Balompié    | España | 2008-2011 |
| U. D. Almería        | España | 2011-2015 |
| Levante U. D.        | España | 2015-2017 |
| UD Almería           | España | 2017-2018 |
| Rayo Majadahonda     | España | 2018-2019 |
| FC Cartagena         | España | 2019-2021 |
| Real Murcia          | España | 2021      |

### Palmarés
| Título           | Club             | País                                      | Año  |
| ---------------- | ---------------- | ----------------------------------------- | ---- |
| Copa Intertoto   | Villarreal C. F. | Heerenveen (P. Bajos) Villarreal (España) | 2003 |
| Segunda División | Levante U. D.    | España                                    | 2017 |